# Iina
Iina ist ein weiblicher Vorname.

## Herkunft und Varianten
Der Name die finnische Form von auf -iina endenden Vornamen.
Weitere finnische Varianten sind Helmi, Kaija, Kaisa, Kata, Kati, Katri, Kirsi, Kirsti, Krista, Liina, Miina, Mimmi, Minna, Riina, Stiina, Tiina und Vilma.

## Bekannte Namensträgerinnen
- Iina Kuustonen (* 1984), finnische Schauspielerin und Synchronsprecherin
- Iina Soiri (* 1964), finnische Sozialwissenschaftlerin